# Premier ministre du Sénégal
Le Premier ministre du Sénégal est le chef du gouvernement du Sénégal, nommé par le président de la République. Il dirige le gouvernement du  Sénégal.
La fonction est abolie entre 1962 et 1970, entre 1983 et 1991, et entre 2019 et 2022.
L'actuel titulaire de la fonction est Ousmane Sonko depuis le 2 avril 2024.

## Histoire
Après la crise politique de décembre 1962, qui a opposé le président du Conseil Mamadou Dia, au président de la République Léopold Sédar Senghor, le régime parlementaire bicéphale (type IVe République) instauré depuis la création de la fédération du Mali, est remplacé en 1963 par un régime présidentiel classique dans lequel l'UPS (le parti politique de Léopold Sédar Senghor) deviendra parti unique jusqu'en 1976.

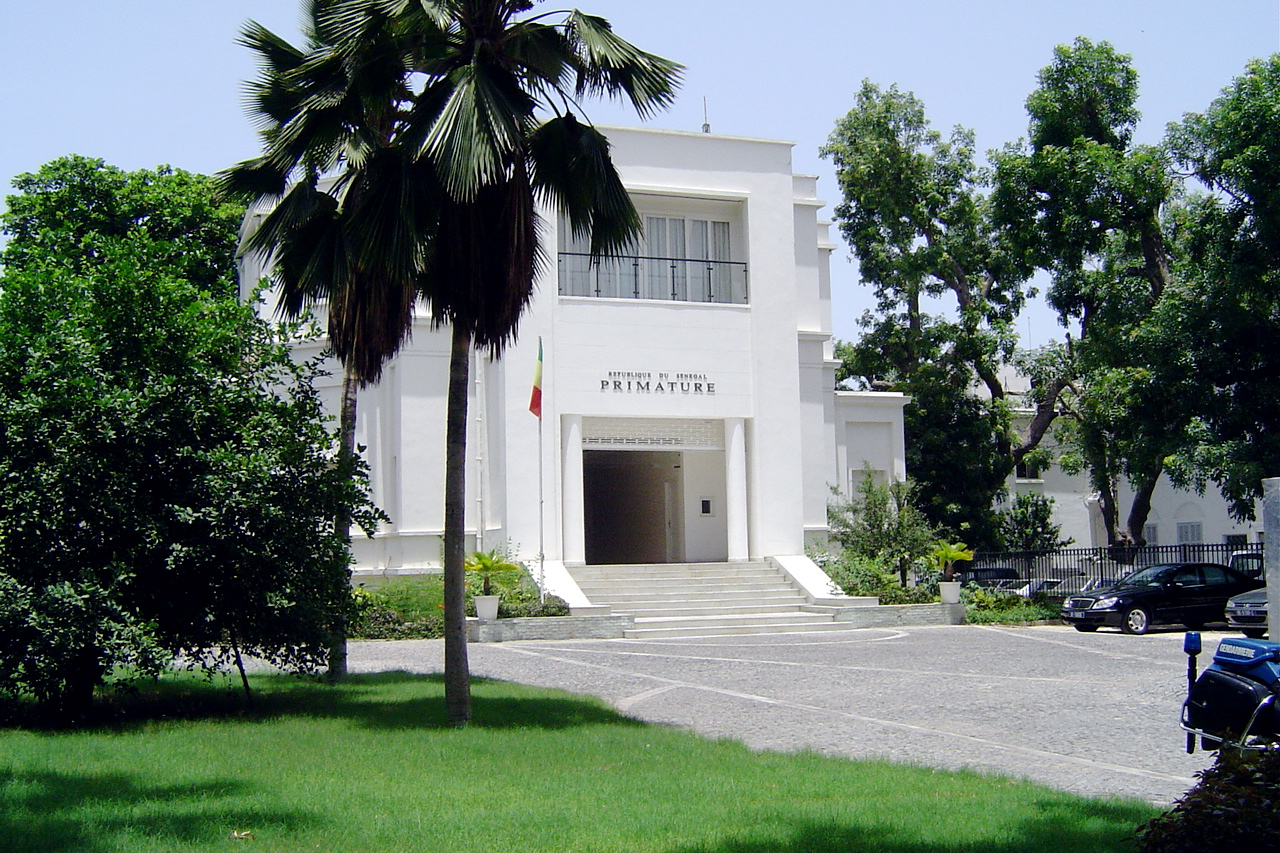
La Primature, résidence du Premier ministre, à Dakar.

Après approbation de la décision par un référendum, la fonction de Premier ministre est créé en 1970 et Abdou Diouf occupe alors le poste. Le régime devient alors semi-présidentiel.
La fonction est à nouveau supprimée entre 1983 et 1991, puis entre 2019 et 2022,. Le 14 mai 2019, le président Macky Sall décide en effet la suppression du poste de Premier ministre. La mesure, censée fluidifier le fonctionnement de l’État, se révèle très controversée notamment en raison de son absence du programme présidentiel de Macky Sall lors de la campagne électorale de février 2019. L'opposition accuse alors le président de chercher à concentrer tous les pouvoirs. La fonction est finalement rétablie début décembre 2021, Macky Sall reconnaissant lors d'une interview ne pouvoir s'occuper seul du Sénégal dans le contexte de la présidence à venir de l'Union africaine par le Sénégal.

## Nomination et pouvoirs
Le Premier ministre est nommé par le président de la République, lui-même élu pour cinq ans au suffrage universel direct. Le Premier ministre nomme les ministres après consultation du président de la République.

## Liste des titulaires
| N°                                                      | Portrait                      | Titulaire (Naissance-Mort)                | Mandat             | Mandat             | Mandat                     | Parti politique | Parti politique | Président             |
| N°                                                      | Portrait                      | Titulaire (Naissance-Mort)                | Début              | Fin                | Durée                      | Parti politique | Parti politique | Président             |
| ------------------------------------------------------- | ----------------------------- | ----------------------------------------- | ------------------ | ------------------ | -------------------------- | --------------- | --------------- | --------------------- |
| Président du Conseil                                    |                               |                                           |                    |                    |                            |                 |                 |                       |
| 1                                                       | Mamadou Dia                   | Mamadou Dia (1910-2009)                   | 18 mai 1960        | 18 décembre 1962   | 2 ans et 7 mois            |                 | PS              | Léopold Sédar Senghor |
| Fonction abolie du 18 décembre 1962 au 26 février 1970. |                               |                                           |                    |                    |                            |                 |                 |                       |
| Premier ministre                                        |                               |                                           |                    |                    |                            |                 |                 |                       |
| 2                                                       | Abdou Diouf                   | Abdou Diouf (né en 1935)                  | 26 février 1970    | 31 décembre 1980   | 10 ans, 10 mois et 5 jours |                 | PS              | Léopold Sédar Senghor |
| 3                                                       | Habib Thiam                   | Habib Thiam (1933-2017)                   | 1er janvier 1980   | 3 avril 1983       | 3 ans, 3 mois et 2 jours   |                 | PS              | Abdou Diouf           |
| –                                                       | Moustapha Niasse              | Moustapha Niasse (né en 1939) intérimaire | 3 avril 1983       | 29 avril 1983      | 26 jours                   |                 | PS              | Abdou Diouf           |
| Fonction abolie du 29 avril 1983 au 8 avril 1991.       |                               |                                           |                    |                    |                            |                 |                 |                       |
| (3)                                                     | Habib Thiam                   | Habib Thiam (1933-2017)                   | 8 avril 1991       | 3 juillet 1998     | 7 ans, 2 mois et 25 jours  |                 | PS              | Abdou Diouf           |
| 4                                                       | Mamadou Lamine Loum           | Mamadou Lamine Loum (né en 1952)          | 3 juillet 1998     | 5 avril 2000       | 8 ans, 9 mois et 2 jours   |                 | PS              | Abdou Diouf           |
| 5                                                       | Moustapha Niasse              | Moustapha Niasse (né en 1939)             | 5 avril 2000       | 3 mars 2001        | 10 mois et 26 jours        |                 | AFP             | Abdoulaye Wade        |
| 6                                                       | Mame Madior Boye              | Mame Madior Boye (né en 1940)             | 3 mars 2001        | 4 novembre 2002    | 1 an, 8 mois et 1 jour     |                 | PDS             | Abdoulaye Wade        |
| 7                                                       | Idrissa Seck                  | Idrissa Seck (né en 1959)                 | 4 novembre 2002    | 21 avril 2004      | 1 an, 5 mois et 17 jours   |                 | PDS             | Abdoulaye Wade        |
| 8                                                       | Macky Sall                    | Macky Sall (né en 1961)                   | 21 avril 2004      | 19 juin 2007       | 3 ans, 1 mois et 29 jours  |                 | PDS             | Abdoulaye Wade        |
| 9                                                       | Cheikh Hadjibou Soumaré       | Cheikh Hadjibou Soumaré (né en 1951)      | 19 juin 2007       | 30 avril 2009      | 1 an, 10 mois et 11 jours  |                 | Indépendant     | Abdoulaye Wade        |
| 10                                                      | Souleymane Ndéné Ndiaye       | Souleymane Ndéné Ndiaye (né en 1958)      | 30 avril 2009      | 5 avril 2012       | 2 ans, 11 mois et 6 jours  |                 | PDS             | Abdoulaye Wade        |
| 11                                                      |                               | Abdoul Mbaye (né en 1953)                 | 5 avril 2012       | 1er septembre 2013 | 1 an, 4 mois et 27 jours   |                 | Indépendant     | Macky Sall            |
| 12                                                      | Aminata Touré                 | Aminata Touré (née en 1962)               | 1er septembre 2013 | 6 juillet 2014     | 10 mois et 5 jours         |                 | APR             | Macky Sall            |
| 13                                                      | Mahammed Boun Abdallah Dionne | Mahammed Dionne (1959-2024)               | 6 juillet 2014     | 14 mai 2019        | 4 ans, 10 mois et 8 jours  |                 | Indépendant     | Macky Sall            |
| Fonction abolie du 14 mai 2019 au 17 septembre 2022.    |                               |                                           |                    |                    |                            |                 |                 |                       |
| 14                                                      | Amadou Ba                     | Amadou Ba (né en 1961)                    | 17 septembre 2022  | 6 mars 2024        | 1 an, 5 mois et 18 jours   |                 | APR             | Macky Sall            |
| 15                                                      | Sidiki Kaba                   | Sidiki Kaba (né en 1950)                  | 9 mars 2024        | 31 mars 2024       | 22 jours                   |                 | APR             | Macky Sall            |
| 16                                                      | Ousmane Sonko                 | Ousmane Sonko (né en 1974)                | 2 avril 2024       | en cours           | 1 an, 4 mois et 17 jours   |                 | PASTEF          | Bassirou Diomaye Faye |